# Американская философская ассоциация
Американская философская ассоциация (англ. American Philosophical Association, APA) — основная профессиональная ассоциация философов США.

## История
Ассоциация основана в 1900 году. Её миссия состоит в том, чтобы способствовать обмену идеями между философами, поощрять творческую и научную деятельность в области философии, содействовать профессиональной деятельности и обучению философов, а также представлять философию как дисциплину.

## Деятельность
Ассоциация имеет три подразделения: Тихоокеанское, Центральное и Восточное. Каждое подразделение организует большую ежегодную конференцию.
Самой значительной из них является собрание Восточного отдела, которое обычно привлекает около 2000 философов и проводится в декабре в различных городах Восточного побережья.
Президентство подразделения Американской философской ассоциации считается большой профессиональной честью.